# 24e cérémonie des Golden Globes
La 24e cérémonie des Golden Globes a eu lieu le 15 février 1967, récompensant les films et séries diffusés en 1966 et les professionnels s'étant distingués cette année-là.

## Palmarès
Les lauréats sont indiqués ci-dessous en premier de chaque catégorie et en caractères gras.

### Cinéma

#### Meilleur film dramatique
- Un homme pour l'éternité (A Man for All Seasons)
  - La Canonnière du Yang-Tse (The Sand Pebbles)
  - Vivre libre (Born Free)
  - Qui a peur de Virginia Woolf ? (Who’s Afraid of Virginia Woolf?)
  - Les Professionnels (The Professionals)

#### Meilleur film musical ou comédie
- Les Russes arrivent (The Russians Are Coming the Russians Are Coming)
  - Le Forum en folie (A Funny Thing Happened on the Way to the Forum)
  - Un hold-up extraordinaire (Gambit)
  - Deux minets pour Juliette ! (Not with My Wife, You Don't!)
  - Big Boy (You're a Big Boy Now)

#### Meilleur réalisateur
- Fred Zinnemann pour Un homme pour l'éternité (A Man for All Seasons)
  - Claude Lelouch pour Un homme et une femme
  - Robert Wise pour La Canonnière du Yang-Tse (The Sand Pebbles)
  - Mike Nichols pour Qui a peur de Virginia Woolf ? (Who’s Afraid of Virginia Woolf?)
  - Lewis Gilbert pour Alfie le dragueur (Alfie)

#### Meilleur acteur dans un film dramatique
- Paul Scofield pour le rôle de Sir Thomas More dans Un homme pour l'éternité (A Man for All Seasons) ♕
  - Steve McQueen pour le rôle de Jake Holman dans La Canonnière du Yang-Tse (The Sand Pebbles)
  - Max von Sydow pour le rôle du Révérend Abner Hale dans Hawaï (Hawaii)
  - Michael Caine pour le rôle d'Alfie Elkins dans Alfie le dragueur (Alfie)
  - Richard Burton pour le rôle de George dans Qui a peur de Virginia Woolf ? (Who’s Afraid of Virginia Woolf?)

#### Meilleure actrice dans un film dramatique
- Anouk Aimée pour le rôle d'Anne Gauthier dans Un homme et une femme ♙
  - Ida Kaminska pour le rôle de Rozalia Lautmannová dans Le Miroir aux alouettes (Obchod na korze) ♙
  - Virginia McKenna pour le rôle de Joy Adamson dans Vivre libre (Born Free)
  - Elizabeth Taylor pour le rôle de Martha dans Qui a peur de Virginia Woolf ? (Who's Afraid of Virginia Woolf?) ♕
  - Natalie Wood pour le rôle d'Alva Starr dans Propriété interdite (This Property Is Condemned)

#### Meilleur acteur dans un film musical ou une comédie
- Alan Arkin pour le rôle du Lt. Rozanov dans Les Russes arrivent (The Russians Are Coming the Russians Are Coming)
  - Walter Matthau pour le rôle de Willie Gingrich dans La Grande Combine (The Fortune Cookie)
  - Lionel Jeffries pour le rôle de Stanley Farquhar dans The Spy with a Cold Nose
  - Michael Caine pour le rôle d'Harry Tristan Dean dans Un hold-up extraordinaire (Gambit)
  - Alan Bates pour le rôle de Jos Jones dans Georgy Girl

#### Meilleure actrice dans un film musical ou une comédie
La récompense avait déjà été décernée.
- Lynn Redgrave pour le rôle de Georgy dans Georgy Girl
  - Jane Fonda pour le rôle d'Ellen Gordon dans Any Wednesday
  - Vanessa Redgrave pour le rôle de Leonie Delt dans Morgan (Morgan: A Suitable Case for Treatment)
  - Shirley MacLaine pour le rôle de Nicole Chang dans Un hold-up extraordinaire (Gambit)
  - Elizabeth Hartman pour le rôle de Barbara Darling dans Big Boy (You're a Big Boy Now)

#### Meilleur acteur dans un second rôle
- Richard Attenborough pour le rôle de Frenchy Burgoyne dans La Canonnière du Yang-Tse (The Sand Pebbles)
  - Robert Shaw pour le rôle du roi Henri VIII dans Un homme pour l'éternité (A Man for All Seasons)
  - John Saxon pour le rôle de Chuy Medina dans L'Homme de la Sierra (The Appaloosa)
  - Mako pour le rôle de Po-Han dans La Canonnière du Yang-Tse (The Sand Pebbles)
  - George Segal pour le rôle de Nick dans Qui a peur de Virginia Woolf ? (Who’s Afraid of Virginia Woolf?)

#### Meilleure actrice dans un second rôle
- Jocelyne LaGarde pour le rôle de la reine Malama dans Hawaï (Hawaii)
  - Sandy Dennis pour le rôle d'Honey dans Qui a peur de Virginia Woolf ? (Who’s Afraid of Virginia Woolf?)
  - Geraldine Page pour le rôle de Margery Chanticleer dans Big Boy (You're a Big Boy Now)
  - Vivien Merchant pour le rôle de Lily dans Alfie le dragueur (Alfie)
  - Shelley Winters pour le rôle de Ruby dans Alfie le dragueur (Alfie)

#### Meilleur scénario
- Un homme pour l'éternité (A Man for All Seasons) – Robert Bolt
  - Qui a peur de Virginia Woolf ? (Who’s Afraid of Virginia Woolf?) – Ernest Lehman
  - La Canonnière du Yang-Tse (The Sand Pebbles) – Robert Anderson
  - Les Russes arrivent (The Russians Are Coming the Russians Are Coming) – William Rose
  - Alfie le dragueur (Alfie) – Bill Naughton

#### Meilleure chanson originale
- Strangers in the Night interprétée par Frank Sinatra – D pour danger (A Man Could Get Killed)
  - Born Free interprétée par Matt Monro – Vivre libre (Born Free)
  - Alfie interprétée par Cher – Alfie le dragueur (Alfie)
  - Un homme et une femme interprétée par Nicole Croisille et Pierre Barouh – Un homme et une femme
  - Georgy Girl interprétée par The Seekers – Georgy Girl

#### Meilleure musique de film
- Hawaï (Hawaii) – Elmer Bernstein
  - Un homme et une femme – Francis Lai
  - La Bible (The Bible: In the Beginning...) – Toshirō Mayuzumi
  - Paris brûle-t-il ? – Maurice Jarre
  - La Canonnière du Yang-Tse (The Sand Pebbles) – Jerry Goldsmith

#### Meilleur film étranger en langue anglaise
La récompense avait déjà été décernée.
- Alfie le dragueur (Alfie) •  Royaume-Uni
  - Georgy Girl •  Royaume-Uni
  - Morgan (Morgan: A Suitable Case for Treatment) •  Royaume-Uni
  - Blow-Up (Blowup) •  Royaume-Uni
  - The Spy with a Cold Nose •  Royaume-Uni
  - Roméo et Juliette (Romeo and Juliet) •  Royaume-Uni

#### Meilleur film étranger
La récompense avait déjà été décernée.
- Un homme et une femme •  France
  - Pas question le samedi •  France /  Italie /  Israël
  - Ces messieurs dames (Signore & signori) •  Italie /  France
  - Les Amours d'une blonde (Lásky jedné plavovlásky) •  Tchécoslovaquie
  - Gamlet (Гамлет) •  Union soviétique

#### Golden Globe de la révélation masculine de l'année
La récompense avait déjà été décernée.
- James Farentino pour le rôle de Ted dans Les Filles et comment s'en servir (The Pad and How to Use It)
  - Alan Bates pour le rôle de Jos Jones dans Georgy Girl
  - Antonio Sabato pour le rôle de Nino Barlini dans Grand Prix
  - Alan Arkin pour le rôle du Lt. Rozanov dans Les Russes arrivent (The Russians Are Coming the Russians Are Coming)
  - John Philip Law pour le rôle d'Alexei Kolchin dans Les Russes arrivent (The Russians Are Coming the Russians Are Coming)

#### Golden Globe de la révélation féminine de l'année
La récompense avait déjà été décernée.
- Camilla Sparv pour le rôle d'Inger Knudson dans Un truand (Dead Heat on a Merry-Go-Round)
  - Candice Bergen pour le rôle de Shirley Eckert dans La Canonnière du Yang-Tse (The Sand Pebbles)
  - Lynn Redgrave pour le rôle de Georgy dans Georgy Girl
  - Jessica Walter pour le rôle de Pat Stoddard dans Grand Prix
  - Marie Gomez pour le rôle de Chiquita dans Les Professionnels (The Professionals)

### Télévision
Note : le symbole « ♕ » rappelle le gagnant de l'année précédente (si nomination).

#### Meilleure série télévisée
La récompense avait déjà été décernée.
- Les Espions (I Spy)
  - Des agents très spéciaux (The Man from U.N.C.L.E.)
  - That Girl
  - Le Fugitif (The Fugitive)
  - Match contre la vie (Run for Your Life)

#### Meilleur acteur dans une série télévisée
La récompense avait déjà été décernée.
- Dean Martin pour son propre rôle dans The Dean Martin Show (en)
  - Robert Culp pour le rôle de Kelly Robinson dans Les Espions (I Spy)
  - Bill Cosby pour le rôle d'Alexander Scott dans Les Espions (I Spy)
  - Ben Gazzara pour le rôle de Paul Bryan dans Match contre la vie (Run for Your Life)
  - Christopher George pour le rôle de Sam Troy dans Les Rats du désert (The Rat Patrol)

#### Meilleure actrice dans une série télévisée
La récompense avait déjà été décernée.
- Marlo Thomas pour le rôle d'Ann Marie dans That Girl
  - Barbara Stanwyck pour le rôle de Victoria Barkley dans La Grande Vallée (The Big Valley)
  - Elizabeth Montgomery pour le rôle de Samantha / Serena dans Ma sorcière bien-aimée (Bewitched)
  - Phyllis Diller pour le rôle de Phyllis Pruitt dans The Pruitts of Southampton
  - Barbara Eden pour le rôle de Jinny dans Jinny de mes rêves (I Dream of Jeannie)

### Spéciales

#### Cecil B. DeMille Award
- Charlton Heston

#### Miss Golden Globe
Non décerné.

#### Henrietta Award
Récompensant un acteur et une actrice.
La récompense avait déjà été décernée.
- Julie Andrews
- Steve McQueen